# Árvore de cames
A árvore de cames, também chamada árvore de comando de válvulas, veio de ressaltos ou eixo de comando de válvulas, é um mecanismo destinado a regular a abertura das válvulas num motor de combustão interna. Por vezes refere-se por "árvore de excêntricos", mas esta denominação embora correta, é pouco conhecida e utilizada. A árvore de cames tem uma relação de 1:2 em relação à cambota. Cada duas voltas que a cambota dá, correspondem a uma que a árvore de cames dará. Esta relação de transmissão é comum a todos os motores de 4 tempos, independentemente do número de cilindros, de válvulas e mesmo de árvores de cames, que os motores possam ter. 

## Constituição

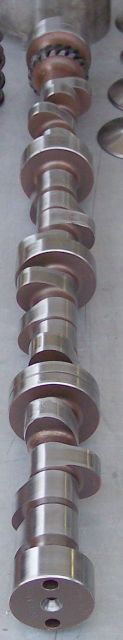
Uma árvore de cames

Consiste num veio cilíndrico no qual estão fixados um conjunto de peças ovaladas, chamadas cames ou ressaltos, uma por válvula a controlar. Este veio tem um conjunto de apoios que asseguram a sua estabilidade durante o movimento rotativo a que é sujeito.

## Funcionamento

Animação demonstrando o processo de abertura das válvulas pelo movimento de um came

A rotação dos cames fixos ao eixo da árvore de cames vai provocar, de forma directa ou indirecta (através de tirantes chamados balanceiros, ou balancins no Português do Brasil), a abertura das válvulas de admissão e de escape do motor. O fecho dessas válvulas é assegurado pelas molas de retorno.

## Rotação
A rotação da árvore de cames é controlada pelo movimento da cambota [virabrequim], ou directamente, através de engrenagens, ou indirectamente através de uma corrente chamada "corrente de distribuição". No motor a quatro tempos a árvore de cames roda a metade da velocidade do virabrequim [cambota]. No motor a dois tempos no geral não há árvore de comando, uma vez que a entrada e saída de gases do cilindro é feita através de janelas, e não de válvulas. Porém já existiram motores a 2 tempos com válvulas, e o seu comando era feito com a árvore de cames funcionando à mesma velocidade da cambota [virabrequim].

## Localização

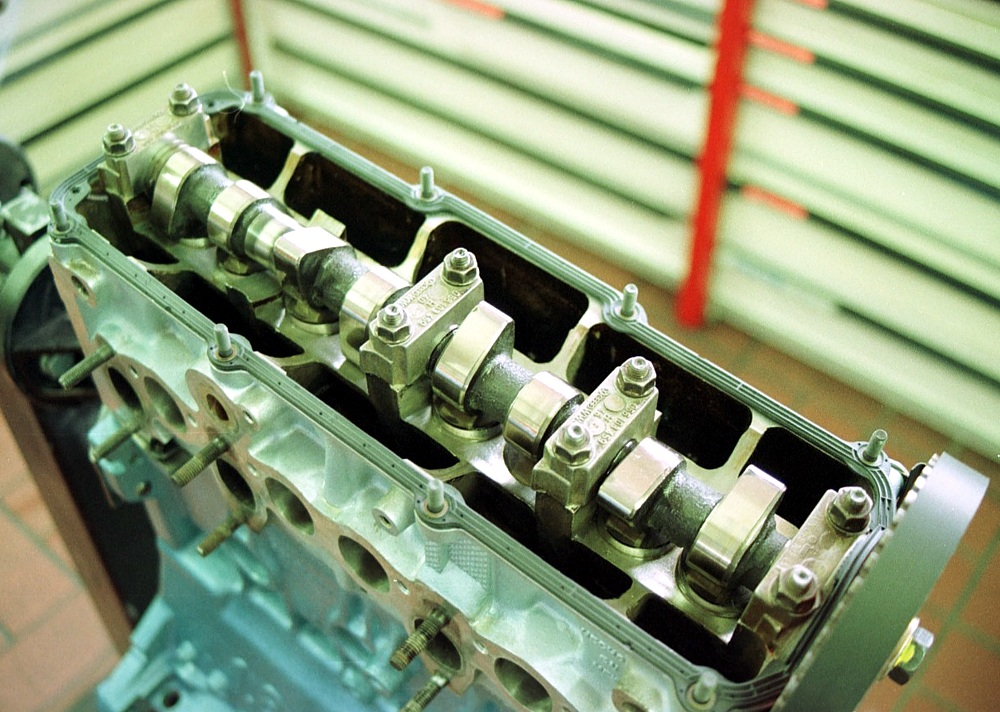
Cabeça de motor aberta expondo a árvore de cames

Dependendo da localização da árvore de cames assim esta atua directamente sobre as válvulas, árvore de cames "à cabeça", ou, se estiver localizada lateralmente, através de uma alavanca chamada "balanceiro" [balancim].
Alguns motores possuem duas árvores de cames localizadas na cabeça [cabeçote] do motor uma para as válvulas de admissão e outra para as válvulas de escape. A esta configuração chama-se DOHC, acrónimo de Double OverHead Cam, já os motores que usam uma árvore simples é denominado SOHC ou somente OHC. Motores em V poderão ter quatro árvores de cames, duas para cada bloco de cilindros. Excecionalmente motores com 5 válvulas por cilindro poderão ter 3 árvores de cames, pois as 3 válvulas de admissão não estão no mesmo plano (não são paralelas).

## Sincronismo

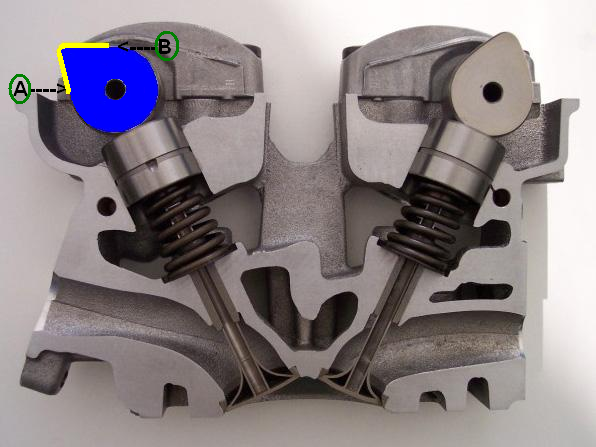
A azul o came da árvore de cames

O momento em que se processa a abertura e fecho das válvulas é vital para o funcionamento correto do motor. Uma desafinação neste processo pode provocar importantes perdas de performance. Na figura é identificado a azul o came da árvore de cames que controla as válvulas de admissão do motor. A válvula é aberta quando o ponto A chega ao contato com o impulsor da válvula e permanece aberta até passar pelo ponto assinalado B. A configuração desta área AB determina o tempo em que a válvula controlada estará aberta o que depende das opções do fabricante em relação às características de cada motor. Os cames que controlam as válvulas de escape e de admissão têm desenhos diferentes sendo o tempo de abertura das válvulas de admissão geralmente superior ao das de escape.

## Distribuição variável
Alguns construtores adaptaram um sistema de distribuição variável, de forma a aumentar a potência e reduzir o consumo dos seus automóveis. O mais conhecido é a Honda, com o seu sistema VTEC que consegue variar a abertura, fase e cruzamento das válvulas, usando uma árvore de cames com 2 cames para cada válvula. Mais recentemente a BMW apresentou o sistema Valvetronic, com variação contínua de abertura das válvulas.
O Honda S2000 possui 240 cv extraídos de um motor de apenas 2 000 cm3, o que chegou a ser um recorde de potência específica para um motor atmosférico.